# Javier Lostalé Alonso
Javier Lostalé Alonso (Madrid, 1942) és un poeta espanyol pertanyent a la generació dels anys setanta.
Ha publicat vuit poemaris, cinc d'ells reunits a La rosa inclinada. Obra reunida. 1976-2001, publicat el 2002 per Calambur. També és autor del llibre de reflexió literària Quien lee, vive más (2013); i responsable d' Antología del mar y la noche (1971), de Vicente Aleixandre, i di Edad presente. Poesía cordobesa para el siglo XXI (2003). La seva primera aparició és a Espejo del amor y de la muerte (1971), antologia prologada per Aleixandre. En el seu últim llibre, Cielo, Diego Doncel contextualitza la realitat cronològica del poeta, "un dels més intensos de la seva generació", que inclou a Luis Alberto de Cuenca i a Luis Antonio de Villena, i responsabilitza a la sociologia literària cert oblit al fet que el va sotmetre la crítica durant algun temps, "res a veure amb la seva qualitat literària".
Encara que va estudiar Dret, va dirigir les seves preferències cap a la comunicació. En la dècada de 1970 va començar a col·laborar a Radio Nacional de España, emissora de la qual va arribar a formar plantilla. Ha presentat El Ojo Crítico i codirigit La estación azul. També ha col·laborat a l'espai de radioteatre Historias de RNE. Per la seva labor en la promoció de la lectura va rebre en 1995 l'el Premi Nacional al Foment de la Lectura a través dels Mitjans de comunicació.

## Poesia
- Jimmy, Jimmy (1976; 2000)
- Figura en el Paseo Marítimo (1981)
- La rosa inclinada (1995)
- Hondo es el resplandor (1998; 2011)
- La estación azul (2004; 2016). Premio Francisco de Quevedo en 2003.
- Tormenta transparente (2010)
- El pulso de las nubes (2014)[4]
- Cielo (2018)

## Narració
- Quien lee vive más (2013)